# Verband kommunaler Unternehmen
Der Verband kommunaler Unternehmen e. V. (VKU) ist ein deutscher Interessenverband, der die Interessen von kommunalen Unternehmen gegenüber Gesetzgebungsorganen auf Landes-, Bundes- und europäischer Ebene vertritt und deshalb als Lobbyverein gilt. Die VKU-Mitgliedsunternehmen kommen aus den Bereichen der Energie- und Wasserversorgung, Abwasserentsorgung, Telekommunikation sowie Abfallwirtschaft und Stadtreinigung.

## Geschichte
Die Gründung erfolgte 1949 in Rüdesheim am Rhein. Nach dem Zweiten Weltkrieg garantierte der VKU eine effiziente Interessenvertretung und stärkte gleichzeitig die Leistungsfähigkeit der kommunalen Unternehmen. Nach der friedlichen Revolution in der DDR 1989 unterstützte der VKU viele Städte und Gemeinden in Ostdeutschland dabei, kommunale Unternehmen zur Energie- und Wasserversorgung aufzubauen. Seit 2011 gehört der ehemals eigenständige Verband kommunale Abfallwirtschaft und Stadtreinigung VKS als Abteilung zum VKU.

## Der Verband heute
Bundesweit sind über 1.570 Mitgliedsunternehmen mit einem Gesamtumsatz von rund 194 Milliarden Euro und mehr als 309.000 Beschäftigten im VKU organisiert (Quelle: VKU, Stand: 2023). Die Mitgliedsunternehmen haben im Endkundensegment einen Marktanteil von 66,0 Prozent in der Strom-, 65 Prozent in der Erdgas-, 88 Prozent in der Trinkwasser-, 91 Prozent in der Wärme- und 40 Prozent in der Abwasserentsorgung. Sie entsorgen zudem jeden Tag 31.500 Tonnen Abfall und tragen entscheidend dazu bei, dass Deutschland mit 67 Prozent die höchste Recyclingquote unter den Mitgliedstaaten der Europäischen Union erreicht. Außerdem versorgen sie mehr als sechs Millionen Kunden mit Breitbandinfrastrukturen.
Der Verband organisiert die fachliche und politische Arbeit in den Sparten Energie, Wasser und Abwasser, Telekommunikation sowie Abfallwirtschaft und Stadtsauberkeit. Er nimmt Stellung bei der Vorbereitung von Gesetzen und Verordnungen, formuliert die gemeinsamen politischen Positionen der VKU-Mitglieder und erläutert sie gegenüber der Politik und der Öffentlichkeit. Im Verlagshaus des VKU erscheint seit 1954 die Zeitung für kommunale Wirtschaft als reichweitenstärkstes Medium.
2007 hat der Verband seinen Sitz von Köln nach Berlin verlagert. In Brüssel ist der Verband mit einem Büro vertreten, auf Ebene der Bundesländer mit 12 Landesgruppen, die je eine Geschäftsstelle betreiben. Präsident des VKU ist seit November 2022 der Oberbürgermeister von Kiel, Ulf Kämpfer. Seit April 2020 ist Ingbert Liebing Hauptgeschäftsführer des Verbandes.

## Leitung

### Präsidenten
- 1949–1950: Otto Ziebill, Oberbürgermeister von Nürnberg
- 1950–1955: Walther Hensel, Oberstadtdirektor von Düsseldorf
- 1956–1965: Max Adenauer, Oberstadtdirektor von Köln
- 1966–1974: Arnulf Klett, Oberbürgermeister von Stuttgart
- 1975–1978: Hans Koschnick, Bürgermeister von Bremen
- 1979–1996: Manfred Rommel, Oberbürgermeister von Stuttgart
- 1996–2007: Gerhard Widder, Oberbürgermeister von Mannheim
- 2007–2012: Stephan Weil, Oberbürgermeister von Hannover
- 2012–2016: Ivo Gönner, Oberbürgermeister von Ulm
- 2016–2022: Michael Ebling, Oberbürgermeister von Mainz[4]
- seit 2022: Ulf Kämpfer, Oberbürgermeister von Kiel[6]

### Hauptgeschäftsführer/Geschäftsführende Präsidialmitglieder
- 1949–1956: Hermann Brügelmann (Hauptgeschäftsführer – HGF)
- 1956–1970: Werner Jacobi, MdB (HGF)
- 1970–1989: Karl Ahrens, MdB (Geschäftsführendes Präsidialmitglied – GPM)
- 1989–1999: Felix Zimmermann (GPM)
- 2000–2007: Michael Schöneich (GPM)
- 2007–2015: Hans-Joachim Reck (GPM)
- 2015–2019: Katherina Reiche (GPM)
- seit April 2020: Ingbert Liebing (GPM)

## Statistik
Wirtschaftliche Kennzahlen der über 1.570 Mitgliedsunternehmen:
| Umsatzerlöse:             | 141 Mrd. €  |
| Anzahl der Beschäftigten: | 300.720     |
| Investitionen jährlich:   | 17,1 Mrd. € |

(Stand 2021)
Beitrag der VKU-Mitgliedsunternehmen zur Energie- und Wasserversorgung bzw. Abwasserentsorgung:
|                            | Strom/ Mio. kWh | Gas/ Mio. kWh | Wärme/ Mio. kWh | Wasser/ Mio. m³ | Abwasser/ Mio. m³ |
| -------------------------- | --------------- | ------------- | --------------- | --------------- | ----------------- |
| Abgabe der VKU-Unternehmen | 270.172         | 583.566       | 60.099          | 3.928           | 3.273             |
| Deutschland insgesamt      | 447.9861        | 898.2251      | 83.7032         | 4.4683          | 7.5903            |
| davon VKU                  | 60,3 %          | 65,0 %        | 71,8 %          | 87,9 %          | 43,1 %            |

1 Quelle: StatBA, Stand 2016
2 Quelle: AGFW, Stand 2016
3 Quelle: StatBA, Stand 2013

## Unterorganisationen
Dem VKU gehören folgende zwei Unterorganisationen an:

### ASEW
Die Arbeitsgemeinschaft für sparsame Energie- und Wasserverwendung (ASEW) wurde 1989 gegründet und ist ein Stadtwerke-Netzwerk mit über 300 Mitgliedsunternehmen deutschlandweit.